# Vern-d’Anjou
Vern-d’Anjou ([vɛʁn dɑ̃ˈʒu] ⓘ) ist ein Ort und ehemalige französische Gemeinde mit 2329 Einwohnern (Stand: 1. Januar 2022) im Département Maine-et-Loire in der Region Pays de la Loire. Sie gehörte zum Arrondissement Segré. Die Bewohner werden Vernois und Vernoises genannt.
Der Erlass der Präfektin vom 22. Dezember 2015 legte mit Wirkung zum 28. Dezember 2015 die Eingliederung von Vern-d’Anjou als Commune déléguée zusammen mit den früheren Gemeinden Brain-sur-Longuenée, Gené und La Pouëze zur Commune nouvelle Erdre-en-Anjou fest.

## Geografie

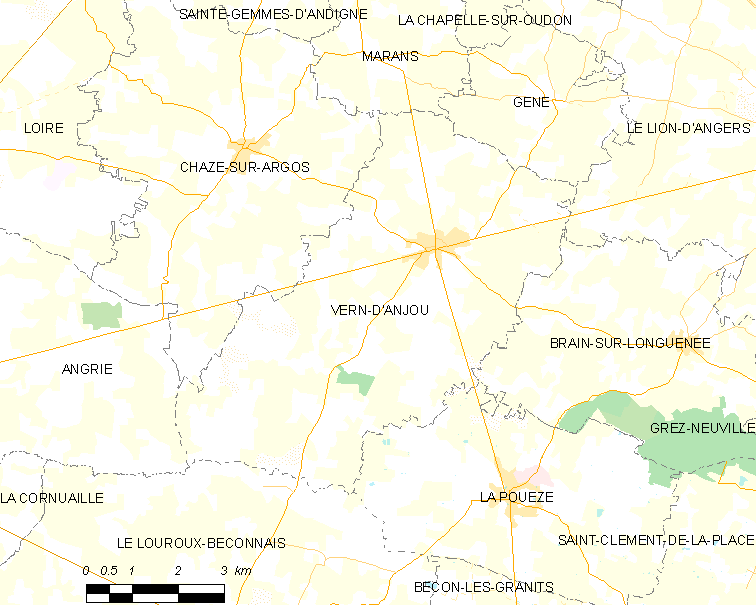
Karte von Vern-d’Anjou

Vern-d’Anjou liegt etwa 26 Kilometer nordwestlich von Angers in der Région naturelle des Haut-Anjou, Teil der historischen Provinz des Anjou.
Aus geologischer Sicht befindet sich der größte Teil des Ortsareals auf Schichten aus diversen Schiefer, Rhyolith, Marmor, Kalkmergel und Sand aus dem unteren Silur.
Vern-d’Anjou liegt im Einzugsbereich der Loire und wird entwässert von der Erdre, die den Ort im Süden begrenzt, vom zeitweise trockenfallenden Ruisseau la Biscase, der ihn im Südwesten begrenzt, von den zeitweise trockenfallenden Ruisseau de Blandouet und Ruisseau de Grand Champ, vom Ruisseau de l’Hommée, vom Ruisseau de la Lucière sowie von kleineren Fließgewässern. Das Bodenrelief ist relativ flach mit Höhen bis über 80 m. Das Ortszentrum liegt auf etwa 43 m. Die tiefste Stelle wird mit 33 m im äußersten Nordwesten beim Austritt des Ruisseau de l’Hommée aus dem Ortsgebiet gemessen.
Umgeben wird Vern-d’Anjou von fünf Nachbargemeinden und den anderen Communes déléguées von Erdre-en-Anjou:
| Segré-en-Anjou Bleu | Gené (Erdre-en-Anjou)                       | Le Lion-d’Angers                     |
| Chazé-sur-Argos     | Kompassrose, die auf Nachbargemeinden zeigt | Brain-sur-Longuenée (Erdre-en-Anjou) |
| Angrie              | Val d’Erdre-Auxence                         | La Pouëze (Erdre-en-Anjou)           |

## Etymologie und Geschichte
Der Ortsname ist vom gallischen Verno (deutsch Erle) abgeleitet.
Frühe Formen des Ortsnamens waren:
Decima de Ver, de Verno (1126), Ecclesia Sancti Gervasii de Verno (1152), Ecclesia de Vere (1152, um 1171), Ecclesia de Ver (1135, 1153), Sacerdos de Ver (1171), Apud Vernum (1218), La ville de Vern (1388), Vern (Carte de Cassini, 18. Jahrhundert, 1793, 1801), Vern-d’Anjou (per Dekret vom 13. November 1920).
Ein Beil aus poliertem Stein, ein Flachbeil aus Bronze und gallorömische Grabschächte attestieren eine frühe Besiedelung. Ebenfalls ist eine Venus aus weißer Tonerde gefunden worden und ein von Arbeitern zerbrochenes Flachrelief aus Terrakotta, das ein Wildschwein illustriert, welches von Hunden verfolgt wird. 1973 wurden im Lieu-dit Champ-de-Pré zwei Sarkophage aus Schiefer gefunden.
Der Bischof Ulger stiftete die Kirche dem Kollegialstift Saint-Maurille in Angers. Sein Nachfolger Normand de Doué übergab sie 1152 an das Kloster Marmoutier. Die Stiftsherren beschwerten sich und gaben 1155 ihre ganzen Rechte in die Hände von Vermittlern, die vom Papst nominiert wurden. Eine Übereinkunft regelte ab 1171 die Aufteilung der Einkünfte.
Der herrschaftliche Besitz umfasste ab dem 11. Jahrhundert ein bedeutendes Lehen, das einer ritterlichen Familie und zumindest in Teilen zu Pouancé gehörte. Das Lehen bildete später eine Kastellanei, die zu Candé zugehörig war. Der Seigneur Baudouin de Vern vermachte in seinem Testament 1126 seinen Besitz seinem Bruder Ruallon, bevor er zum Kreuzzug aufbrach. Vom Ende des 13. und während des 14. Jahrhunderts gehörte das Land sowie auch Montjean-sur-Loire der Familie de Montelais. Marie de Montelais huldigte 1408 Charles de Dinan, Sire von Candé, 1461 tat Jean de Montelais es ihr gleich. 1467 und 1469 wurde das Lehen an Jean Le Camus, Bourgeois aus Angers verkauft, gelangte 1470 an Louis de Beaumont, Seigneur von Le Plessis-Macé, an Thibaud de Beaumont 1480, zurück an Mathurin de Montelais 1491. In der Folgezeit gelangte der Besitz des Landes durch Heirat und Verkauf in mehrere Hände.
Der Sitz der Lehnsherrschaft befand sich in La Cour-de-Vern, etwa ein Kilometer vom Ortszentrum entfernt, in Form einer umfangreichen Erdhügelburg, umrahmt von einem Wehrgraben und einer vorgebauten, halbrunden Vorburg mit Häusern und einer Kapelle.
Im Jahr 1794 fand sich Vern inmitten der Chouannerie, dem bewaffneten Widerstand königstreuer Katholiken (den Chouans) gegen die Erste Französische Republik. Es erfolgten Gefechte in diesem und dem folgenden Jahr, die Kirche wurde befestigt. Am 27. März 1799 wurde die Gemeinde entwaffnet von den Chouans, Ruhe kehrte aber erst mit der Wiederherstellung der Religionsfreiheit ein.

## Bevölkerungsentwicklung
| Vern-d’Anjou: Einwohnerzahlen von 1793 bis 2020                                                                            | Vern-d’Anjou: Einwohnerzahlen von 1793 bis 2020 | Vern-d’Anjou: Einwohnerzahlen von 1793 bis 2020 | Vern-d’Anjou: Einwohnerzahlen von 1793 bis 2020 | Vern-d’Anjou: Einwohnerzahlen von 1793 bis 2020 |
| --- | ----------------------------------------------- | ----------------------------------------------- | ----------------------------------------------- | ----------------------------------------------- |
| Jahr |                                                 |                                                 |                                                 | Einwohner                                       |
| 1793 | 1793                                            |                                                 | 1.432                                           | 1.432                                           |
| 1800 | 1800                                            |                                                 | 1.152                                           | 1.152                                           |
| 1806 | 1806                                            |                                                 | 1.074                                           | 1.074                                           |
| 1821 | 1821                                            |                                                 | 1.459                                           | 1.459                                           |
| 1831 | 1831                                            |                                                 | 1.600                                           | 1.600                                           |
| 1836 | 1836                                            |                                                 | 1.513                                           | 1.513                                           |
| 1841 | 1841                                            |                                                 | 1.634                                           | 1.634                                           |
| 1846 | 1846                                            |                                                 | 1.758                                           | 1.758                                           |
| 1851 | 1851                                            |                                                 | 2.079                                           | 2.079                                           |
| 1856 | 1856                                            |                                                 | 2.110                                           | 2.110                                           |
| 1861 | 1861                                            |                                                 | 2.195                                           | 2.195                                           |
| 1866 | 1866                                            |                                                 | 2.294                                           | 2.294                                           |
| 1872 | 1872                                            |                                                 | 2.234                                           | 2.234                                           |
| 1876 | 1876                                            |                                                 | 2.100                                           | 2.100                                           |
| 1881 | 1881                                            |                                                 | 2.017                                           | 2.017                                           |
| 1886 | 1886                                            |                                                 | 1.969                                           | 1.969                                           |
| 1891 | 1891                                            |                                                 | 1.844                                           | 1.844                                           |
| 1896 | 1896                                            |                                                 | 1.782                                           | 1.782                                           |
| 1901 | 1901                                            |                                                 | 1.706                                           | 1.706                                           |
| 1906 | 1906                                            |                                                 | 1.690                                           | 1.690                                           |
| 1911 | 1911                                            |                                                 | 1.675                                           | 1.675                                           |
| 1921 | 1921                                            |                                                 | 1.462                                           | 1.462                                           |
| 1926 | 1926                                            |                                                 | 1.437                                           | 1.437                                           |
| 1931 | 1931                                            |                                                 | 1.434                                           | 1.434                                           |
| 1936 | 1936                                            |                                                 | 1.402                                           | 1.402                                           |
| 1946 | 1946                                            |                                                 | 1.298                                           | 1.298                                           |
| 1954 | 1954                                            |                                                 | 1.310                                           | 1.310                                           |
| 1962 | 1962                                            |                                                 | 1.302                                           | 1.302                                           |
| 1968 | 1968                                            |                                                 | 1.314                                           | 1.314                                           |
| 1975 | 1975                                            |                                                 | 1.291                                           | 1.291                                           |
| 1982 | 1982                                            |                                                 | 1.405                                           | 1.405                                           |
| 1990 | 1990                                            |                                                 | 1.455                                           | 1.455                                           |
| 1999 | 1999                                            |                                                 | 1.560                                           | 1.560                                           |
| 2006 | 2006                                            |                                                 | 1.700                                           | 1.700                                           |
| 2013 | 2013                                            |                                                 | 2.317                                           | 2.317                                           |
| 2020 | 2020                                            |                                                 | 2.317                                           | 2.317                                           |
| Quelle(n): EHESS/Cassini bis 1999, INSEE ab 2006 Anmerkung(en): Ab 1962 offizielle Zahlen ohne Einwohner mit Zweitwohnsitz |                                                 |                                                 |                                                 |                                                 |

Der Bevölkerungsrückgang im Jahre 1800 zeigt die negative Auswirkung der Chouannerie, während der deutliche Bevölkerungsanstieg in den vergangenen Jahrzehnten ganz wesentlich auf die Nähe zur Großstadt Angers und die vergleichsweise niedrigen Mieten und Grundstückspreise in Vern-d’Anjou zurückzuführen ist.

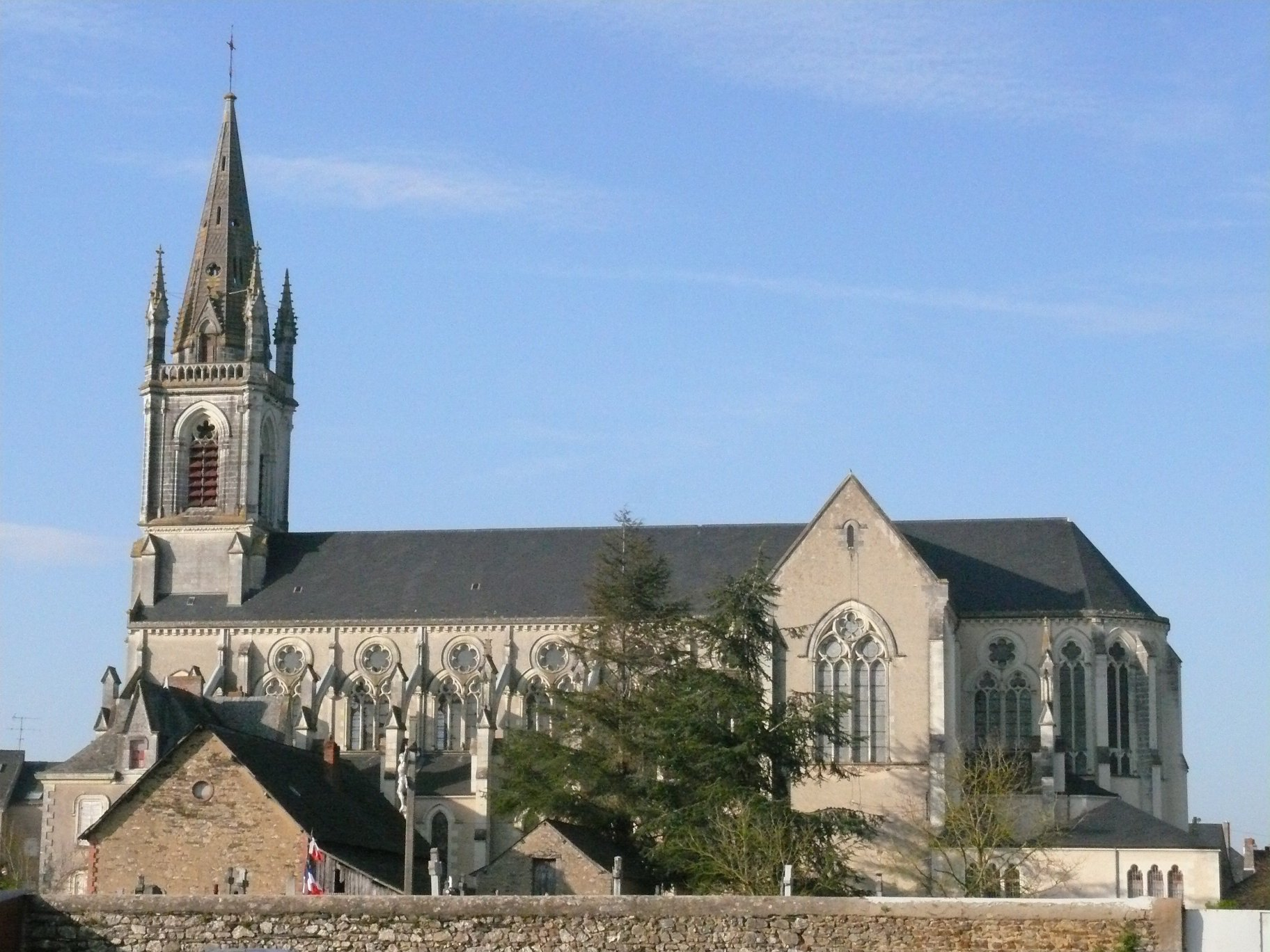
Kirche Saint-Gervais-Saint-Protais

## Sehenswürdigkeiten
Die Pfarrkirche Saint-Gervais et Saint-Protais stammt aus dem Jahr 1870. Das Gebäude des ehemaligen Priorats wurde im 16. und 17. Jahrhundert errichtet.
Die meisten Häuser des Orts sind im Laufe des 19. Jahrhunderts errichtet oder neu gebaut worden. Anhand der Dächer sind bei einigen dennoch ihren Ursprung bis in das 16. Jahrhundert zu erkennen.
Das Herrenhaus im Weiler La Lucière wurde im Wesentlichen im Jahr 1770 errichtet, hat jedoch Ursprünge vermutlich im 14. Jahrhundert. Das Schloss im Weiler Le Bois Lozé datiert aus der zweiten Hälfte de 19. Jahrhunderts, ebenso wie das Schloss im Weiler Le Bignon.